# Franziska Gritsch
Franziska Gritsch, född 15 mars 1997, är en österrikisk alpin skidåkare.
Gritsch debuterade i världscupen den 28 december 2017 i Lienz i Österrike. Gritsch ingick i det österrikiska lag som vann silver i lagtävlingen vid världsmästerskapen 2019 i Åre i Sverige.